# Promethei Planum
Promethei Planum es una formación geológica de tipo planum en la superficie de Marte, localizada con el sistema de coordenadas planetocéntricas a -75.82° latitud N y 127.88° longitud E, que mide 831.28 km de diámetro. El nombre fue aprobado por la Unión Astronómica Internacional en el año 2003 y hace referencia a una de las características de albedo en Marte.